# بيجو 304
بيجو 304 هي سيارة عائلية صغيرة من صناعة بيجو، مجموعة بي أس إيه عُرضت في معرض باريس للسيارات عام 1936،
```
أنتجت في 1969 وتوقف إنتاجها في 1980.
```